# Montmelas-Saint-Sorlin
Montmelas-Saint-Sorlin är en kommun i departementet Rhône i regionen Auvergne-Rhône-Alpes i östra Frankrike. Kommunen ligger i kantonen Gleizé som tillhör arrondissementet Villefranche-sur-Saône. År 2022 hade Montmelas-Saint-Sorlin 530 invånare.

## Befolkningsutveckling
Antalet invånare i kommunen Montmelas-Saint-Sorlin
| Referens: INSEE |